# Pellegrinaggio

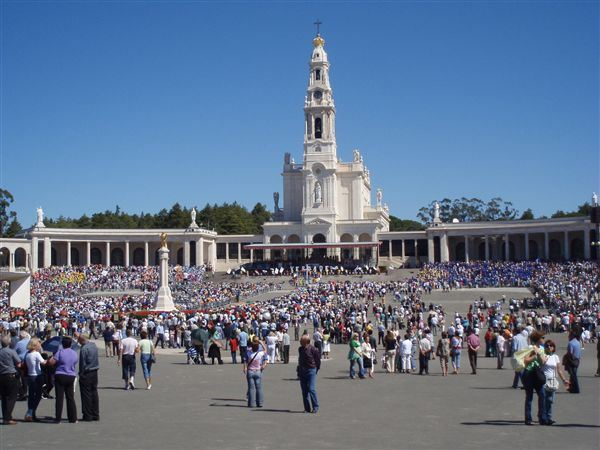
Pellegrini cristiani a Fátima (Portogallo)

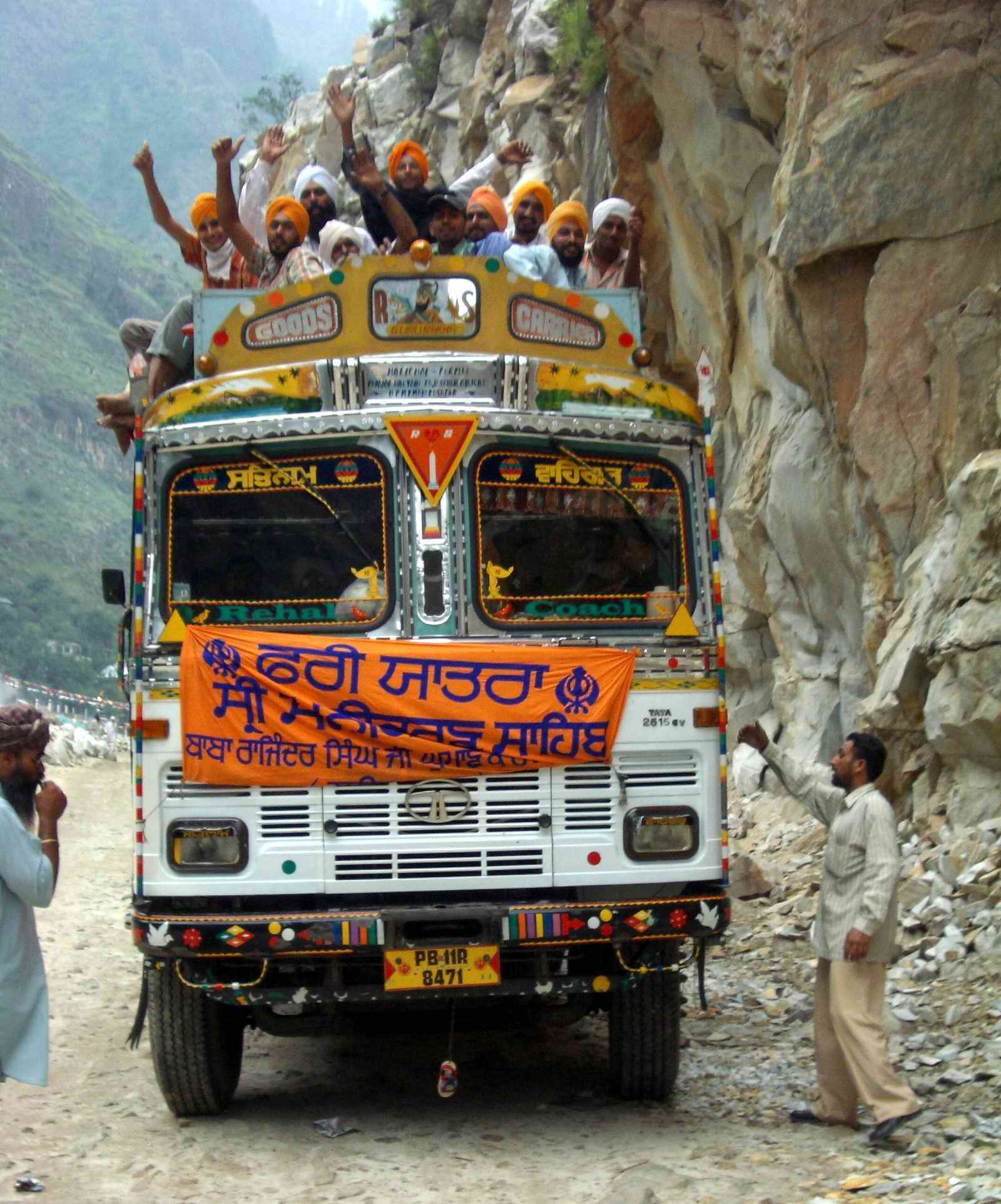
Pellegrini sikh presso Kullu (India)

Un pellegrinaggio  è un viaggio compiuto per devozione, ricerca spirituale, o penitenza, verso un luogo considerato sacro. Il termine proviene dal latino peregrinus ("straniero"; da per + ager, "attraverso i campi"), che indicava colui che non abita in città, ovvero lo straniero, qualcuno costretto a condizioni di civilizzazione ridotta. 
La definizione di pellegrinaggio indica un particolare tipo di viaggio, un andare finalizzato, un tempo che l'individuo stralcia dalla continuità del tessuto ordinario della propria vita (luoghi, rapporti, produzione di reddito), per connettersi al sacro. Il suo uso successivo invece - il nostro - implica una scelta. Chi parte in pellegrinaggio non si trova ad essere, ma si fa straniero e di questa condizione si assume le fatiche e i rischi, sia interiori che materiali, in vista di vantaggi spirituali - come incontrare il sacro in un luogo lontano, offrire i rischi e i sacrifici materialmente patiti in cambio di una salvezza o di un perdono metafisici - e perché no anche materiali, grazie alle avventure e occasioni che, strada facendo, non possono mancare.
In tutte le grandi religioni storiche esistono indicazioni, forme, destinazioni e finalizzazioni, del pellegrinaggio. Attualmente la diminuzione dei tempi, dei rischi e dei costi di viaggio, nonché la desacralizzazione delle culture, fanno sì che la categoria culturale del pellegrinaggio sia ormai sempre più intrecciata con quella del turismo di massa, del quale viene anzi spesso considerata una specie di sottoclasse, almeno dagli operatori economici del settore (turismo religioso).

## Nel mondo cristiano

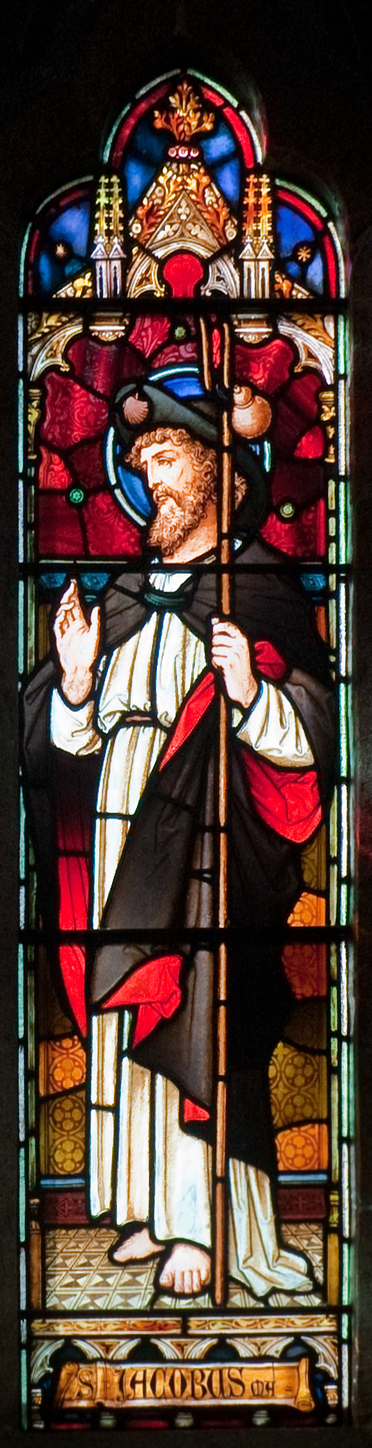
San Giacomo Maggiore, tipicamente vestito da pellegrino cristiano

Nel mondo cristiano sono esistite due forme di pellegrinaggio, in seguito collegate e fuse tra loro:
1. Il pellegrinaggio devozionale
2. Il pellegrinaggio penitenziale

Il primo esiste fin dall'epoca paleocristiana e talora faceva parte del processo di conversione: per liberarsi dalle ansie e dalle tensioni del mondo si partiva verso Roma oppure Gerusalemme, dove si viveva da "stranieri", da "esuli" (secondo l'etimologia del termine "pellegrino"), magari fino al resto della propria vita. Un famoso esempio di pellegrinaggio devozionale fu quello fatto in Terrasanta da sant'Elena, madre di Costantino I, nel IV secolo.
Il pellegrinaggio penitenziale, o espiatorio, invece ha origini più tarde, legate a tradizioni di origini insulari (anglosassoni e soprattutto irlandesi), dove si diffuse nell'alto medioevo per venire poi esportato nel continente europeo dai missionari nel VI e VII secolo. Esso era originariamente una forma di dura condanna verso una colpa molto grave (dall'omicidio all'incesto), nella quale incorrevano soprattutto gli ecclesiastici, non essendo essi sottomessi al diritto dei laici. Il reo era condannato a vagabondare in continuazione, per terre sconosciute e pericolose, vivendo nella povertà grazie solo alle elemosine, impossibilitato a stabilizzarsi altrove, lavorare e rifarsi una vita, in tutto simile alla vita fatta da Caino dopo l'omicidio di Abele (Genesi, 4, 12-14). Essi dovevano portare ben visibili i segni del loro peccato: giravano infatti nudi, scalzi e con ferri che ne cingevano i polsi e le gambe: non a caso in vari testi agiografici altomedievali ci sono passi in cui le catene si spezzano improvvisamente quale miracolo (piuttosto frequente) che segnalava la fine decisa da Dio della pena.
Le prime notizie di pellegrinaggi penitenziali diretti a una specifica meta risalgono all'VIII secolo. I pellegrini avevano anche alcuni segni non infamanti che li contraddistinguevano: il bastone (detto bordone), la schiavina (soprabito lungo e ruvido) la bisaccia in pelle per il denaro e il cibo (detta escarsela con termine provenzale), la pazienza (ossia un cordone in vita simile a quello dei frati), e i segni del santuario verso il quale si era diretti o dal quale si tornava, ben in vista sul copricapo o sul Sanrocchino (un mantello di tela cerata ispirato come forma a quello nell'iconografia di san Rocco). Sulla via del ritorno una palma, le chiavi di san Pietro o la conchiglia di san Giacomo rivelavano che il pellegrino era stato rispettivamente a Gerusalemme, Roma o Santiago di Compostela.
Gli imperatori carolingi scoraggiavano tali pratiche per ragioni di ordine pubblico; nello stesso periodo i vescovi iniziarono a inviare questo particolare tipo di criminali direttamente al pontefice, affinché fosse lui a comminare la penitenza o a concedere un'assoluzione, anche se ciò causò talvolta conflitti tra alcuni vescovi e il pontefice: infatti i condannati, se pensavano di essere stati trattati con eccessiva durezza dal proprio vescovo preferivano migrare fino a Roma in cerca di pene meno severe, con un conflitto di competenza che all'epoca non era regolato da alcuna disciplina e che era segno della fatica di alcune diocesi di accettare la supremazia romana in maniera più che simbolica.
Con l'uso di andare a Roma dei pellegrini penitenziali, essi si sovrapposero ai pellegrini devozionali, che ivi visitavano le tombe e le reliquie degli apostoli Pietro e Paolo. Durante il medioevo le due forme di pellegrinaggio si sovrapposero fino a confondersi e uniformarsi: ogni pellegrino cercava l'espiazione di qualcosa.

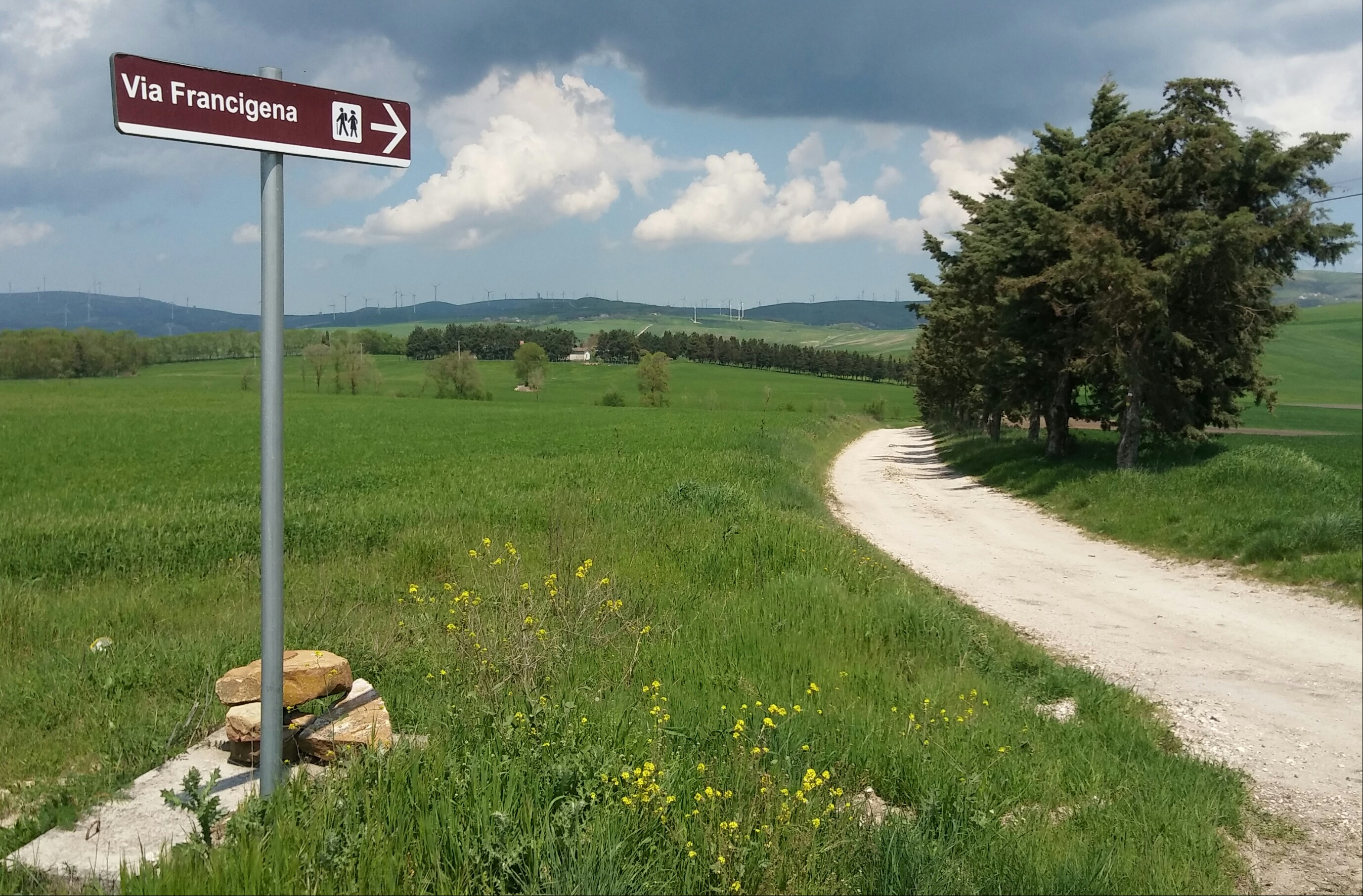
La via Francigena presso Ariano Irpino

Ai pellegrinaggi verso Roma e la Terrasanta, instradati principalmente lungo un complesso fascio di itinerari noto con il nome di via Francigena, si affiancarono nel corso dell'XI secolo quelli (promossi dalla potente abbazia di Cluny) diretti verso la città di Santiago di Compostela in Galizia, dove sorge la tomba dell'apostolo Giacomo. Santiago aveva il vantaggio di unire il flusso dei pellegrini al processo di Reconquista della Spagna allora musulmana.
Finanche Dante parlò dei tre diversi pellegrinaggi maggiori nella Vita Nova: "È però da sapere che in tre modi si chiamano propriamente le genti che vanno al servigio de l'Altissimo: chiamansi palmieri in quanto vanno oltremare, la onde molte volte recano la palma; chiamansi peregrini in quanto vanno a la casa di Galizia, però che la sepoltura di Sa' Iacopo fue più lontana della sua patria che d'alcuno altro apostolo; chiamansi romei quanti vanno a Roma".
Per quanto riguarda Gerusalemme essa era fin dal VII secolo in mano dei musulmani, in un'area contesa tra i califfati del Cairo (fatimide, sciita) e di Baghdad (abbaside, sunnita). I pellegrini cristiani potevano visitare la città e le chiese al prezzo di pagare per i salvacondotti.
Fino all'XI secolo i pellegrinaggi furono un fenomeno esistente ma piuttosto limitato, per l'insicurezza generale e anche per una certa diffidenza da parte della stessa Chiesa: essi andavano oltre il controllo delle diocesi, che era saldamente territoriale, e non era gradito dagli ordini monastici, che seguivano il precetto della stabilitas loci, che impediva a un monaco di cambiare monastero. Essi inoltre sostenevano in genere che la propria "Gerusalemme" andasse trovata nel cuore di ogni cristiano, piuttosto che nel viaggio. In seguito la Chiesa riconobbe nel pellegrinaggio un'esperienza fondamentale della vita religiosa e lo disciplinò, corredandolo di un apposito voto e delle relative indulgenze spirituali.
I pellegrinaggi furono dopo l'anno Mille uno dei motori della ritrovata mobilità delle persone e affiancarono il rinascere dei commerci. Le vie dei pellegrinaggi si attrezzarono con hospitalia (ospizi) per garantire una modesta sistemazione, con vitto e alloggio per tre giorni, rifocillarsi e curarsi, se infermi.
A Roma alcuni erano talmente grandi da ospitare non meno di 600 viaggiatori, tuttavia per poter accedere a tale beneficio era necessario farsi riconoscere.
Di fatto, i pellegrini per essere riconosciuti erano in possesso di una tessera di cuoio, che dava loro diritto all'ospitalità. Era il sindaco della città di provenienza che in questo modo poteva garantire sull'identità; in assenza di tale documento si poteva ricorrere a un attestato rilasciato dall'autorità religiosa da cui proveniva il pellegrino. Tuttavia non erano inconsueti i tentativi di raggiro a mezzo di documenti apocrifi; gli impostori provenienti  dal regno di Napoli, alquanto numerosi, erano chiamati "i rinnicoli".

## Nel mondo islamico

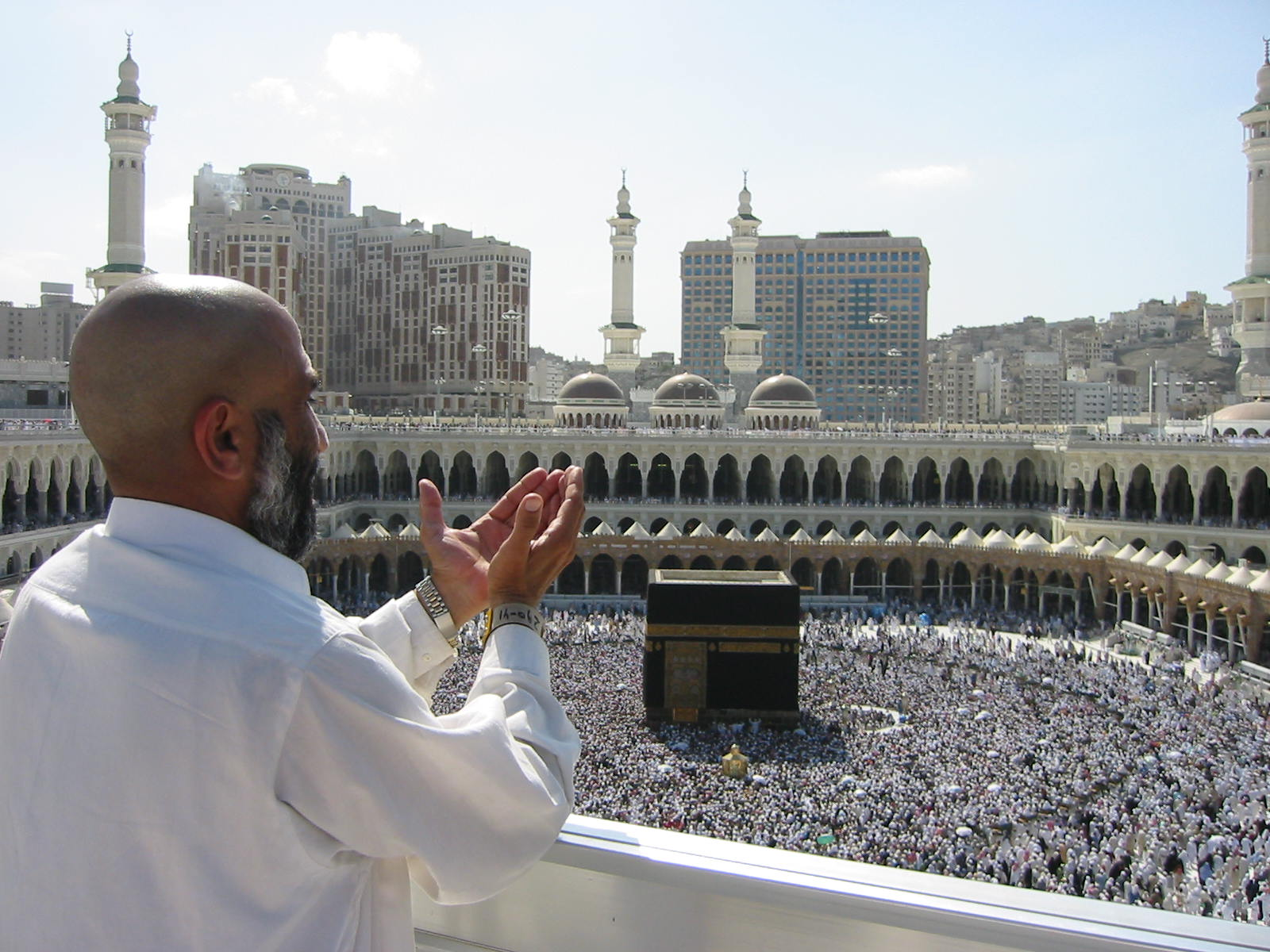
Pellegrini musulmani alIa Mecca

Nei cinque pilastri dell'Islam è compreso il Hajj, il pellegrinaggio rituale, obbligatorio almeno una volta nella vita a Mecca per chi ne abbia le possibilità fisiche ed economiche.
Il ḥajj va obbligatoriamente compiuto nel mese lunare di Dhū l-Ḥijja, ultimo mese dell'anno islamico. In tutti gli altri mesi il rito è chiamato ʿumra, pellegrinaggio "minore" non obbligatorio che si differenzia dal ḥajj per la sua minor durata e per i suoi diversi e più semplici passaggi liturgici. La giurisprudenza islamica permette a chi ne sia impedito fisicamente, ma ne abbia la possibilità economica, di delegare qualcun altro all'assolvimento dell'obbligo religioso, i cui vantaggi spirituali saranno lucrati da chi abbia provveduto al pagamento del viaggio e al mantenimento sul posto della persona incaricata. È anche possibile lasciare appositi fondi in eredità perché il rito sia compiuto in nome e a vantaggio di un defunto. Chiunque abbia adempiuto all'obbligo del ḥajj acquista una particolare buona nomea agli occhi dei correligionari. Ha diritto talora a indossare un copricapo particolare che ricordi l'assolvimento dell'obbligo ed è insignito del titolo onorifico di Ḥājjī.
Per quanto non contemplati dall'Islam, sono pur tuttavia estremamente popolari i pellegrinaggi devozionali alle tombe di mistici e di persone ritenute di elevata spiritualità. Ciò avviene specialmente in Nordafrica (dove tali personaggi sono chiamati marabutti - dall'arabo murābiṭ: che vive cioè in un ribāṭ) e in Egitto, dove si celebra un elevato numero di mawlid, ovvero giorno natale, ma questo può avvenire in tutto il mondo islamico, vicino, medio ed estremo-orientale.

## Nel mondo ebraico
L'Ebraismo antico prevedeva il pellegrinaggio al Tempio di Gerusalemme in occasione di tre feste: Pesach, Shavuot e Sukkot. In seguito alla distruzione del Secondo Tempio e alla conseguente dispersione del popolo ebraico, nella religione ebraica vennero a mancare gli spazi sacri dove effettuare i pellegrinaggi. Dopo la costituzione dello stato di Israele avvenuta nel 1948, c'è stata una ripresa dei pellegrinaggi religiosi. Oggi la meta principale dei pellegrinaggi ebraici è costituita dal Muro Occidentale (meglio conosciuto come Muro del Pianto) nella Città Vecchia di Gerusalemme. Altre mete di pellegrinaggio per gli ebrei sono la Tomba dei Patriarchi, la Tomba di Rachele, la Tomba di Giuseppe, la Tomba di Maimonide e le tombe di alcuni grandi rabbini definiti zaddik (cioè giusti), come Shimon bar Yohai e Jonathan ben Uzziel.

## Nel mondo buddhista
Tra le devozioni del Buddhismo è presente il pellegrinaggio nei luoghi più importanti della vita di Gautama Buddha, e precisamente: Lumbinī, luogo di nascita; Bodhgayā, il luogo del Risveglio spirituale; Sārnāth, (anticamente: Isipathana), dove predicò il primo sermone; Kuśīnagar, luogo dove morì.

## Nel bahaismo
Il Bahaismo prevede tra le sue prescrizioni il pellegrinaggio ai luoghi sacri della fede bahai.

## Uso metaforico del termine
Ogni viaggio, reale o metaforico, che implichi nessi con la memoria o la ricerca spirituale, può essere definito metaforicamente «pellegrinaggio».
Alcuni esempi e spunti:
- «Saṃsāra», il termine di origine sanscrita che indica il ciclo morte / rinascita nelle filosofie orientali, significa appunto - percorso, o pellegrinaggio;
- le Années de pèlerinage di Liszt;
- i "pellegrinaggi ai luoghi..." dell'infanzia, della giovinezza ecc. ecc., ricorrenti nella letteratura e nelle memorie private, e i più generici «pellegrinaggi della memoria».